# Lisa-Marie Karlseng Utland
Lisa-Marie Karlseng Utland, född den 19 september 1992 i Mo i Rana, är en norsk fotbollsspelare (anfallare) som spelar för Reading och det norska landslaget.
Hon gjorde två framträdanden i VM i Kanada år 2015 och var en del av den norska truppen till VM i Frankrike år 2019. Inför mästerskapet hade hon gjort 14 mål på 41 landskamper och hon toppade den damallsvenska skytteligan med sex gjorda mål.
I september 2019 värvades Utland av Reading.
I juni 2020 skrev Utland på för Rosenborg.